# Coyoacán (wijk)

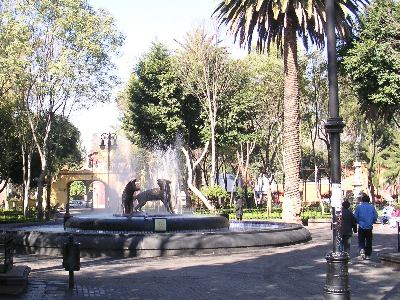
Het Plaza Hidalgo

Villa Coyoacán is een wijk in Mexico-Stad, gelegen in de gelijknamige alcaldía (gemeente) in het zuiden van Mexico-Stad.
Coyoacán ontstond in 1332 als Tepaneeks dorp en was onderworpen aan Azcapotzalco. De naam is een verbastering van het Nahuatl Coyohuacan, hetgeen 'plaats van de coyote betekent. Later werd het door de Azteken en vervolgens de Spanjaarden onderworpen. Het dorp groeide uit tijdens de koloniale periode, wat nog steeds te zien is in de vele koloniale bouwwerken en de karakteristieke klinkerstraatjes. Na de onafhankelijkheid en tijdens het Porfiriaat breidde Coyoacán fors uit. Na de Mexicaanse Revolutie werd het het centrum van het kunstenaarsleven in Mexico-Stad, onder anderen Frida Kahlo en Diego Rivera namen er hun intrek, evenals Leon Trotski, die er in 1940 werd vermoord. Intussen had Coyoacán in 1928 de status van gemeente verloren, en in de jaren 50 werd het dorp definitief opgeslokt door Mexico-Stad.
Coyoacán staat nog steeds bekend als een kunstenaarsplaats. Het is een overwegend welvarende wijk en een populaire bestemming voor toeristen. Centrum van Coyoacán vormen de pleinen Jardín Centenario en Plaza Hidalgo.